# Saison 2 de Legacies
 (mai 2020).
Si vous disposez d'ouvrages ou d'articles de référence ou si vous connaissez des sites web de qualité traitant du thème abordé ici, merci de compléter l'article en donnant les références utiles à sa vérifiabilité et en les liant à la section « Notes et références ».
Chronologie
Saison 1 Saison 3
Cet article présente les épisodes de la deuxième saison de la série télévisée américaine Legacies.

## Synopsis
« Hope est perdue. »
Hope Mikaelson s'est sacrifiée par amour pour son petit-ami Landon Kirby en devenant prisonnière du monde parallèle et obscur, Malivore, afin de lui sauver la vie. Cette deuxième saison montre alors un monde sans Hope. Un monde où personne ne connaît l'existence de l'adolescente de 17 ans — pas même son grand amour Landon. Tandis que Hope est déterminée à revenir à Mystic Falls et retrouver sa vie d'avant, elle comprend rapidement que tout est différent ; cette saison propose de nouveaux drames, de nouvelles créatures surnaturelles, ainsi que de nouvelles histoires d'amour toutes aussi surprenantes les unes que les autres.

## Distribution

### Acteurs principaux
- Danielle Rose Russell (VF : Zina Khakhoulia) : Hope Mikaelson (15 épisodes)
- Matt Davis (VF : Alexis Victor) : Alaric Saltzman (15 épisodes)
- Kaylee Bryant (VF : Emmylou Homs) : Josette « Josie » Saltzman (15 épisodes)
- Jenny Boyd (VF : Anne-Charlotte Piau) : Elizabeth « Lizzie » Saltzman (15 épisodes)
- Aria Shahghasemi (VF : Juan Llorca) : Landon Kirby (14 épisodes)
- Quincy Fouse (VF : Maxime Baudouin) : Milton « M.G. » Greasley (12 épisodes)
- Chris De'Sean Lee (VF : Diouc Koma) : Kaleb Hawkins (11 épisodes)[1],[2]
- Peyton Alex Smith (VF : Jean-Baptiste Anoumon) : Rafael Waithe (10 épisodes)

### Acteurs récurrents
- Demetrius Bridges (VF : Jean-Michel Vaubien) : Dorian Williams (12 épisodes)
- Thomas Doherty (VF : Rémi Caillebot) : Sebastian (10 épisodes)
- Ben Levin (VF : François Santucci) : Jed (8 épisodes)
- Ben Geurens (VF : Loïc Houdré) : Le Nécromancien (7 épisodes)
- Alexis Denisof (VF : Eric Legrand) : Professeur Rupert Vardemus (7 épisodes)
- Olivia Liang (VF : Geneviève Doang) : Alyssa Chang (6 épisodes)
- Elijah B. Moore (VF : Thierry d'Armor) : Wade Rivers (6 épisodes)
- Bianca Kajlich (VF : Laurence Dourlens) : Shérif « Mac » Machado (5 épisodes)
- Ebboney Wilson (VF : Joséphine Ropion) : Kym Hawkins (5 épisodes)
- Nick Fink (VF : Anatole de Bodinat) : Ryan Clarke (4 épisodes)
- Charles Jazz Terrier (VF : Alexandre Gillet) : Chad (4 épisodes)

### Invités
- Reznor Malalik Allen (VF : Maël Lefebvre) : Pedro (épisodes 1, 8 et 11)
- Babak Tafti (VF : Serge Faliu) : Sphinx (épisode 7)
- Ronni Hawk (VF : Pauline Ziadé) : Wendy (épisodes 12 et 13)
- Carlos Sanson (VF : Olivier Chauvel) : Diego (épisodes 12 et 13)

### Invités spéciaux
- Bianca A. Santos (VF : Youna Noiret) : Maya (épisodes 2, 3 et 4)
- Leo Howard (VF : Gauthier Battoue) : Ethan (épisodes 2, 3 et 6)
- Riley Voelkel (VF : Philippa Roche) : Freya Mikaelson (épisode 6)
- Lily Rose Smith (VF : Emmylou Homs) : Josie Saltzman, enfant (épisodes 10 et 12)
- Tierney Smith (VF : Anne-Charlotte Piau) : Lizzie Saltzman, enfant (épisode 10)
- Bella Samman (VF : Emmylou Homs) : Josie Saltzman, pré-adolescente (épisode 10)
- Allison Gobuzzi (VF : Anne-Charlotte Piau) : Lizzie Saltzman, pré-adolescente (épisode 10)
- Karen David (VF : Ariane Aggiage) : Emma Tig (épisodes 10, 11 et 14)
- Chris Wood (VF : Yoann Sover) : Kai Parker (épisodes 12 et 13)
- Giorgia Whigham (VF : Marie-Eugénie Maréchal) : Jade (épisodes 12, 13 et 14)

## Liste des épisodes

### Épisode 1:Ne jamais perdre espoir
- États-Unis : 10 octobre 2019 sur The CW
- France : 7 avril 2020 sur Syfy (France) (en VF)

- États-Unis : 800 000 téléspectateurs[3]

### Épisode 2:Cette année ce sera différent
- États-Unis : 17 octobre 2019 sur The CW
- France : 7 avril 2020 sur Syfy (France)

- États-Unis : 820 000 téléspectateurs[4]

### Épisode 3:Tu me rappelles quelqu'un que j'ai connu
- États-Unis : 24 octobre 2019 sur The CW
- France : 14 avril 2020 sur Syfy (France)

- États-Unis : 840 000 téléspectateurs[5]

### Épisode 4:Le Mystère du samouraï
- États-Unis : 7 novembre 2019 sur The CW
- France : 14 avril 2020 sur Syfy (France)

- États-Unis : 790 000 téléspectateurs[6]

### Épisode 5:Le Maître du jeu
- États-Unis : 14 novembre 2019 sur The CW
- France : 21 avril 2020 sur Syfy (France)

- États-Unis : 870 000 téléspectateurs

### Épisode 6:Jamais je ne t'aurais oubliée
- États-Unis : 21 novembre 2019 sur The CW
- France : 21 avril 2020 sur Syfy (France)

- États-Unis : 860 000 téléspectateurs

- Riley Voelkel : Freya Mikaelson

### Épisode 7:L'Énigme du Sphinx
- États-Unis : 5 décembre 2019 sur The CW
- France : 28 avril 2020 sur Syfy (France)

- États-Unis : 860 000 téléspectateurs

### Épisode 8:Noël a été étonnamment violent cette année
- États-Unis : 12 décembre 2019 sur The CW
- France : 28 avril 2020 sur Syfy (France)

- États-Unis : 930 000 téléspectateurs

### Épisode 9:Je n'y serais pas arrivé sans toi
- États-Unis : 16 janvier 2020 sur The CW
- France : 9 juin 2020 sur Syfy (France)

- États-Unis : 730 000 téléspectateurs

### Épisode 10:La Journée des Congrégations
- États-Unis : 23 janvier 2020 sur The CW
- France : 9 juin 2020 sur Syfy (France)

- États-Unis : 720 000 téléspectateurs

- Lily Rose Smith : Josie Saltzman, enfant
- Tierney Smith : Lizzie Saltzman, enfant
- Bella Samman : Josie Saltzman, pré-adolescente
- Allison Gobuzzi : Lizzie Saltzman, pré-adolescente

### Épisode 11:Les Flèches de Cupidon
- États-Unis : 30 janvier 2020 sur The CW
- France : 16 juin 2020 sur Syfy (France)

- États-Unis : 860 000 téléspectateurs

### Épisode 12:Kai Parker, prince de l'arnaque
- États-Unis : 6 février 2020 sur The CW
- France : 16 juin 2020 sur Syfy (France)

- États-Unis : 630 000 téléspectateurs

- Chris Wood : Kai Parker

### Épisode 13:Tous les sauver
- États-Unis : 13 février 2020 sur The CW
- France : 23 juin 2020 sur Syfy (France)

- États-Unis : 630 000 téléspectateurs

- Chris Wood : Kai Parker

### Épisode 14:Le Tueur de l'ombre
- États-Unis : 12 mars 2020 sur The CW
- France : 30 juin 2020 sur Syfy (France)

- États-Unis : 524 000 téléspectateurs

### Épisode 15:La Vie était tellement plus facile quand je ne me préoccupais que de moi-même!
- États-Unis : 19 mars 2020 sur The CW
- France : 7 juillet 2020 sur Syfy (France)

- États-Unis : 661 000 téléspectateurs

### Épisode 16:Josie contre Josie
- États-Unis : 26 mars 2020 sur The CW
- France : 14 juillet 2020 sur Syfy (France)

- États-Unis : 672 000 téléspectateurs